# Auto trubi, mi smo rodoljubi
Auto trubi, mi smo rodoljubi je hrvatska humoristična televizijska serije, redatelj je bio Vanča Kljaković a scenarist Željko Senečić. Dana 21. svibnja 1972. na Televiziji Zagreb je prikazana prva epizoda od ukupno šest snimljenih, ali nakon prve epizode daljnje prikazivanje je obustavljeno, što je izazvalo kontroverze i brojne spekulacije u javnosti.
HRT je 12. veljače 2024. na Trećem programu HRT-a prikazao jedine dvije u cjelosti sačuvane epizode »Bijesna kobila« i »Sudar«.

## Epizode
- 1. Bijesna kobila (21. svibnja 1972.)
- 2. Edipov kompleks (26. svibnja 1972.)
- 3. Sudar (12. veljače 2024.)

## Glumačka postava
- Zdenka Heršak kao Zdenka Veselić
- Zdenka Trach kao Zdenkina prijateljica
- Ivo Serdar kao Miško
- Jana Kašper
- Branislav Petrović
- Ljudevit Galic
- Oliver Mlakar kao TV voditelj
- Anton Buzančić
- Jovan Stefanović
- Ljubomir Kapor kao poslovni gospodin #1
- Zlatko Kujavec
- Zlatko Madunić
- Krešimir Zidarić kao drug direktor
- Dobrila Biser
- Sabrija Biser
- Kruno Valentić kao zaljubljeni gospodin
- Emil Glad kao poslovni gospodin #2
- Sabrija Biser
- Eugen Franjković
- Zdravko Maršanić
- Mato Ergović kao čelnik policijske postaje
- Branko Kubik
- Mia Oremović kao Francekova supruga
- Franjo Majetić kao Francek
- Relja Bašić kao krijumčar
- Josip Bobi Marotti kao policajac
- Vjeročka Žagar kao Lojzekova supruga
- Zdravka Krstulović kao gola žena
- Ivica Vidović kao bestidnik
- Rahela Ferari
- Nataša Maričić kao miss djevojka koja sjedi na autu

## Prekid emitiranja
Serija je započela s prikazivanjem 21. svibnja 1972. godine, ali druga epizoda »Edipov kompleks«, najavljena za 28. svibnja, nije bila prikazana. Umjesto nje, gledatelji su iznenada dobili reprizu britanskog sitkoma U autobusu (1969.), a kao razlog je navedeno da druga epizoda nije bila pripremljena na vrijeme.Međutim, ovo službeno objašnjenje ocijenjeno je u medijima kao nevjerodostojno i naivno, jer se zna da serija ne može ući u emitiranje ako većina epizoda nije prethodno pripremljena. Ubrzo se otkrilo da je pravi razlog obustave bio sadržaj druge epizode, koji je ocijenjen kao neprikladan.
Prema svjedočenjima iz tadašnjih novinskih članaka, 26. svibnja, dva dana prije planiranog televizijskog prikazivanja, organizirana je interna projekcija druge epizode u zgradi Televizije Zagreb. Tadašnji vršitelj dužnosti šefa programa, Aleksandar Bjelousov, slučajno je prisustvovao prikazivanju i, prema vlastitim riječima, bio šokiran viđenim. Ocijenio je da epizoda "vrvi opscenim scenama", posebno istaknuvši scenu u kojoj se poznata glumica Zdravka Krstulović pojavljuje s Ivicom Vidovićem u "odjeći" koja bi, kako je rekao, "mogla zadovoljiti samo potrebe uvjerenog nudista". Bjelousov je, bez daljnje rasprave, odlučio povući epizodu i obustaviti cijelu seriju. Istovremeno, napomenuo je kako ni prva epizoda nije briljirala, ali je u usporedbi s drugom "pravo remek-djelo".

### Reakcije i kritike
Autor serije, Željko Senečić, izjavio je da nije znao za umetnute scene i da one nisu bile dio njegovog originalnog scenarija. Štoviše, na projekciju je doveo vlastito dijete, ne znajući što će se prikazivati, što je, kako je priznao, bilo neugodno iskustvo. Kasnije je okrivio kolegu Kljakovića kako je od ozbiljnog scenarija pokušao napraviti humorističnu seriju.
Mediji su se zapitali tko je dopustio trošenje javnih sredstava ako nitko prethodno nije detaljno pročitao scenarij ili kontrolirao proces snimanja. U komentarima se isticala i poruka da pretplatnički novac ne smije biti razbacivan, te da gledatelji, kao financijeri programa, zaslužuju više poštovanja i profesionalnosti.
U Večernjem listu 3. lipnja, ubrzo nakon incidenta, istaknuto je kako je promašaj serije rezultat neuspjele adaptacije stranih televizijskih iskustava u domaći kontekst. Kritika je upućena kreatorima serije zbog kopiranja engleskih formi bez razumijevanja lokalne specifičnosti, jezika i humora. Seriji se zamjera površno preuzimanje inozemnih modela, što je rezultiralo sadržajem koji je izgledao nategnuto, neprirodno i ideološki nezgodno u tadašnjem društveno-političkom okviru.
Autor komentara D. Oblak, posebno je isticao da "ne valja imitirati – svijet, već voditi svoju politiku i nositi svoju nošnju", implicirajući da domaća televizijska produkcija mora izrasti iz lokalnog kulturnog i političkog tla, a ne pokušavati preslikavati strane recepte. Kritika također upućuje na manjak vlastitih koncepata i duhovitosti koji bi odgovarali domaćim prilikama i očekivanjima publike.

## Vanjske poveznice
- Auto trubi, mi smo rodoljubi u internetskoj bazi filmova IMDb-a